# William Harrington
Pour les articles homonymes, voir Harrington.
William Harrington, né le 21 novembre 1931 à Marietta, en Ohio, aux États-Unis, et mort le 8 novembre 2000 à Greenwich, dans le Connecticut, est un écrivain américain, auteur de roman policier.

## Biographie
Il fait des études à l'université Duke de Durham et à l'université d’État de l’Ohio à Columbus. Il est avocat de 1958 à 1978, et aussi, de 1962 à 1965, conseiller électoral à Columbus. Il devient attorney de 1978 à 1980. 
En 1963, il publie son premier roman judiciaire, Which the Justice, Which the Thief, qui raconte le procès d'un couple braqueur d'une bijouterie dans une petite ville de l'Ohio. The English Lady (1982), un roman d'espionnage historique, a pour héroïne une confidente de Winston Churchill qui lui sert d'espionne auprès des Allemands pendant la Seconde Guerre mondiale. Situé à la même époque, Oberst (1987) est un thriller qui mêle plusieurs intrigues policières et d'espionnage. Quant à Endgame in Berlin (1991), il s'agit aussi d'un roman d'espionnage, mais qui raconte cette fois la lutte sans merci que se livrent, après la Guerre froide, les espions américains, britanniques et russes pour l'obtention de secrets informatiques.
S'inspirant du personnage de Columbo, héros de la série télévisée américaine Columbo, William Harrington écrit six romans le mettant en scène entre 1993 et 1998.
Il sert de nègre littéraire pour l'écriture de romans publiés sous le nom de Harold Robbins, mais également pour une série de romans policiers historiques consacrée aux enquêtes fictives d'Eleanor Roosevelt, femme de Franklin Delano Roosevelt, président des États-Unis dans les années 1930. Écrits en collaboration avec Elliott Roosevelt (23 septembre 1910 - 27 octobre 1990), le fils du couple, seule la couverture du dernier titre de cette série policière mentionne officiellement le nom de William Harrington.
On le retrouve mort dans sa maison de Greenwich, au Connecticut, en novembre 2000. Selon la police, il s'agit d'un suicide.

## Œuvre

### Romans

#### SérieColumbo
- The Grassy Knoll (1993) Publié en français sous le titre Meurtre en différé, Paris, Éditions Belfond (1993)  (ISBN 2-7144-3040-6)
- The Helter Skelter Murders (1994) Publié en français sous le titre La Piste Manson, Éditions Belfond (1995)  (ISBN 2-7144-3255-7)
- The Hoffa Connection (1995) Publié en français sous le titre Qui a tué Regina ? , Éditions Belfond (1996)  (ISBN 2-7144-3336-7)
- The Game Show Killer (1996)
- The Glitter Murder (1997)
- The Hoover Files (1998)

#### Autres romans
- Which the Justice, Which the Thief (1963)
- The Power (1964) (autre titre The Gospel of Death)
- Yoshar the Soldier (1966) (autre titre One Over One)
- The Search for Elisabeth Brandt (1968)
- Trial (1970)
- The Jupiter Crisis (1971)
- Mister Target (1974)
- Scorpio 5 (1975)
- Partners (1980)
- The English Lady (1982)
- Skin Deep (1983)
- The Cromwell File (1986)
- Oberst (1987)
- For the Defense (1988)
- Virus (1990)
- Endgame in Berlin (1991)
- Town on Trial (1994)

### Autre ouvrage
- Manhattan North Homicide (1997), écrit en collaboration avec Thomas McKenna

### Romans écrits en collaboration avec Elliott Roosevelt et publiés sous ce seul nom

#### Série policière historiquesEleanor Roosevelt
- Murder and the First Lady (1984)
- The Hyde Park Murder (1985)
- Murder at Hobcaw Barony (1986)
- The White House Pantry Murder (1987)
- Murder at the Palace (1988)
- Murder in the Oval Office (1989)
- Murder in the Rose Garden (1989)
- Murder in the Blue Room (1990)
- A First Class Murder (1991)
- Murder in the Red Room (1992)
- Murder in the West Wing (1992)
- Murder in the East Room (1993)
- A Royal Murder (1994)
- Murder in the Executive Mansion (1995)
- Murder in the Chateau (1996)
- Murder at Midnight (1997)
- Murder in the Map Room (1998)
- Murder in Georgetown (1999)
- Murder in the Lincoln Bedroom (2000)
- Murder at the President's Door (2001)

#### Série policière historiqueBlackjack Endicott
- The President's Man (1991)
- New Deal for Death (1993)

## Sources
: document utilisé comme source pour la rédaction de cet article.
- Claude Mesplède (dir.), Dictionnaire des littératures policières, vol. 1 : A - I, Nantes, Joseph K, coll. « Temps noir », 2007, 1054 p. (ISBN 978-2-910-68644-4, OCLC 315873251), p. 934